# Ignacy Sosnowski
Ignacy Sosnowski, ros. Игнатий Игнатьевич Сосновский (Добржинский) (ur. w 1897 w Rydze, zm. 15 listopada 1937 w Moskwie) – oficer II Oddziału Sztabu Generalnego Wojska Polskiego, po aresztowaniu przez Czeka przewerbowany, następnie funkcjonariusz Czeka/GPU/OGPU/NKWD.

## Życiorys
Urodził się jako Ignacy Dobrzyński. Pod koniec I wojny światowej był członkiem Polskiej Organizacji Wojskowej (POW) pod pseudonimem „Świerszcz”. Brał udział w rozbrajaniu garnizonów niemieckich w Suwałkach i Grodnie. Po odzyskaniu niepodległości przez Polskę został młodszym oficerem Wojska Polskiego. 
Po odzyskaniu niepodległości służył w stopniu podporucznika w II Oddziale (wywiad) Sztabu Generalnego WP. Został szefem oddziału wywiadowczego na Litwę i Prusy Wschodnie. Od 1919 był rezydentem wywiadu w Rosji Sowieckiej. W czerwcu 1920 aresztowany przez Czeka wraz ze swoją narzeczoną Janą Rzeplińską. Po przesłuchaniach i rozmowach m. in z Feliksem Dzierżyńskim i Julianem Marchlewskim zgodził się w sierpniu tego roku pracować na rzecz Sowietów. Wydał im całą swoją siatkę szpiegowską pod warunkiem, że aresztowani Polacy nie będą skazani tylko deportowani do Polski. Wielu z aresztowanych osobiście przekonał do współpracy z radzieckimi organami bezpieczeństwa. 
W 1921 roku wstąpił do Rosyjskiej Partii Komunistycznej (bolszewików). Na wniosek Feliksa Dzierżyńskiego odznaczony najwyższym odznaczeniem państwowym okresu wojny domowej - Orderem Czerwonego Sztandaru. Do grudnia 1920 r. pełnił funkcję funkcjonariusza do specjalnych poruczeń Oddziału Specjalnego Frontu Południowo-Zachodniego, zaś do listopada 1921 Oddziału Specjalnego CzeKa. Następnie był funkcjonariuszem do ważniejszych spraw Specjalnego Oddziału CzeKa-OGPU. Na pocz. 1922 został zastępcą szefa 16 wydziału Oddziału Specjalnego GPU w Moskwie. Ukończył kursy na wydziałach historyczno-filologicznym i filozoficznym uniwersytetu w Moskwie. W poł. lipca tego roku stanął na czele 6 wydziału (białogwardyjskiego) Oddziału Kontrwywiadowczego CzeKa-GPU. Jednocześnie od pocz. grudnia 1925 r. był zastępcą szefa Oddziału Specjalnego Moskiewskiego Okręgu Wojskowego. Pod koniec lipca 1927 r. objął funkcję sekretarza Zarządu Sekretno-Operacyjnego OGPU. Od lutego 1929 był szefem Pełnomocnego Przedstawicielstwa Kontrwywiadowczego OGPU do Spraw Białoruskiego Okręgu Wojskowego oraz jednocześnie zastępcą szefa UPO i wojsk GPU w Białoruskim Okręgu Wojskowym. W poł. sierpnia 1930 stanął na czele Oddziału Kontrwywiadowczego Pełnomocnego Przedstawicielstwa OGPU do Spraw Obwodu Centralno-Czarnoziemskiego. We wrześniu tego roku przeszedł do centrali OGPU. Na pocz. stycznia 1934 został zastępcą szefa Oddziału Specjalnego OGPU, zaś w poł. lipca tego roku Wydziału Specjalnego Głównego Zarządu Bezpieczeństwa Państwowego. Od pocz. stycznia 1935 w stopniu komisarza bezpieczeństwa państwowego 3 rangi pełnił funkcję 1 zastępcy szefa Zarządu NKWD Kraju Saratowskiego. 
W początkach wielkiej czystki 23 listopada 1936 został aresztowany przez NKWD. 15 listopada 1937 skazany przez trójkę NKWD na karę śmierci z zarzutu o szpiegostwo i udział w spisku wewnątrz NKWD. Rozstrzelany tego samego dnia. Ciało skremowano w krematorium na Cmentarzu Dońskim, prochy pochowano anonimowo.